# クリスタル観光バス
株式会社クリスタル観光バス（クリスタルかんこうバス）は、かつて人材派遣・業務請負の最大手であった株式会社クリスタルの傘下でバス事業を行っていた子会社群。合計4社の同名企業が、東京都北区、愛知県名古屋市、大阪府東大阪市、和歌山県和歌山市に存在していたが、東京・愛知・大阪の3社はその後大阪バスグループ（現・東京バスグループ）に移った上で商号変更しており、大阪バスグループから離脱した和歌山の1社のみが、2019年現在この商号で事業継続している。
本項では上記4社について記述しているが、そのうち和歌山の1社については更に別節を設けて記述している。また他の3社については東京バスグループを併せて参照のこと。

## 概要
かつて人材派遣・業務請負の最大手だった株式会社クリスタル（後のラディアホールディングス・プレミア）の子会社群。2001年10月から近畿日本鉄道・阪神電気鉄道・名古屋鉄道・南海電気鉄道など大手私鉄系の貸切バス会社を次々と買収し、それぞれの商号を「株式会社クリスタル観光バス」とした。なお先述で「子会社群」と記述しているのはこのような買収経緯による。
その後、グッドウィル・グループ（後のラディアホールディングス→アドバンテージ・リソーシング・ジャパン→プロンプトホールディングス、現：テクノプロ・ホールディングス）のクリスタル買収に伴う労働者派遣事業以外の事業見直しにより、各地の「クリスタル観光バス」は整備専用会社とともに大阪バスへ譲渡され、それぞれ東京バス、名古屋バス、近畿観光バスへ商号変更したが、和歌山のみグループから離脱し「クリスタル観光バス」の商号で事業継続している。
バスの塗色は、クリスタルによる買収後しばらくは各社従来の塗色のまま使っていたが、旧東京近鉄観光バスの塗色を基本としたデザインに順次変更した。大阪バスによる買収後は商号変更したこともあり「CRYSTAL」デカールの抹消を順次行い、さらには車両置き換えなどで大阪バス塗装への統一を進めた。

## 沿革

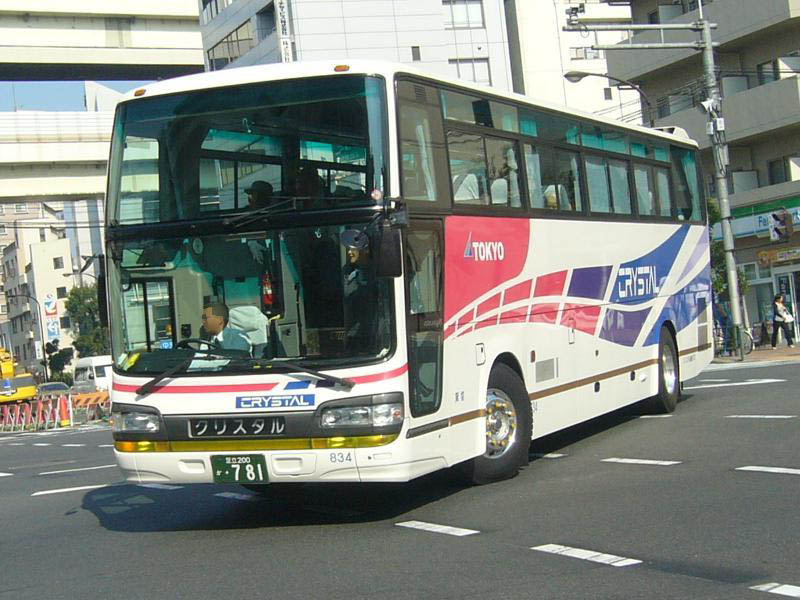
クリスタル観光バス（東京・足立営業所）の車両

- 1954年2月11日 - 大東京観光バス（東京都北区）設立。
- 1968年4月1日 - 大阪名鉄観光バス（東大阪市）設立。
- 1970年 - 大東京観光バスが東京近鉄観光バスへ商号変更。
- 1978年9月18日 - 名古屋阪神観光バス（名古屋市）設立。
- 1985年9月2日 - 和歌山南海観光バス（和歌山市）設立。
- 2001年10月 - 東京近鉄観光バス（近畿日本鉄道系）をクリスタルが買収。
- 2002年3月 - 名古屋阪神観光バス（阪神電気鉄道系）をクリスタルが買収。
- 2003年1月 - 南海観光バス（大阪市）と和歌山南海観光バス（和歌山市）（ともに南海電気鉄道系）をクリスタルが買収。
- 2003年9月 - ともに名鉄グループの大阪名鉄観光バス（東大阪市、旧：大阪京観バス）と名鉄神戸観光自動車（神戸市・旧神戸京観バス→神戸観光バスに改称、名古屋鉄道による支援で名鉄神戸観光自動車へ商号変更）をクリスタルが買収。
- 2006年10月31日 - 親会社のクリスタルがグッドウィル・グループ（現 ラディアHD→アドバンテージ・リソーシング・ジャパン→プロンプトHD）に買収されたことに伴い、グッドウィル・グループの関連会社となる。
- 2007年4月6日 - グッドウィル・グループの方針により、「株式会社クリスタル観光バス」4社と整備会社「株式会社クリスタル整備サービス」の全株式を株式会社クリスタルから大阪バスへ譲渡[1][2]。
- 2007年7月 - 和歌山を除く3社がクリスタル観光バスから、それぞれ東京バス・名古屋バス・近畿観光バスへ商号変更。
- 2007年10月 - 和歌山のみ大阪バスグループから離脱。

## クリスタル観光バス（和歌山）
株式会社クリスタル観光バス（クリスタルかんこうバス）は、和歌山県和歌山市に本社を置くバス事業者。日本バス協会傘下の和歌山県バス協会会員。当初は貸切バス専業であったが、2020年より乗合バス事業（高速乗合バス）にも参入した。
大阪バスグループ離脱後は野鉄観光と経営のグループ化を実施している。

### 沿革
- 1985年9月2日 - 和歌山県和歌山市に和歌山南海観光バスとして設立。
- 2003年1月 - クリスタルに買収され、クリスタル観光バスに商号変更。
- 2007年
  - 4月 - 大阪バスグループ入り。
  - 10月 - 大阪バスグループを離脱。
- 2010年10月18日 - 会社公式ウェブサイトを作成[5]。
- 2012年6月20日 - 本社を現在地（和歌山市吐前992）へ移転[5]。
- 2016年9月29日 - 日本バス協会から「貸切バス事業者安全性評価」認定を受ける[5]。
- 2020年7月18日 - 乗合バス事業に参入、当社初の高速乗合バス「和歌山特急ニュースター号」運行開始。大阪バスとの共同運行[7][8]。

### 営業所
- 本社・和歌山営業所（旧：和歌山南海観光バス）
  - 和歌山県和歌山市吐前992番地[3]
  - 和歌山ナンバー

- 大阪営業所
  - 大阪府泉南郡岬町深日1297番地1[3]
  - 和泉ナンバー

### 車両
三菱ふそうトラック・バス製、いすゞ自動車・日野自動車（ジェイ・バス）製の車両を保有する。
大阪バスグループ離脱後、野鉄観光とのグループ化後に導入された新車は、野鉄観光に準じた色違いのデザインの塗色で、具体的にはNの文字を斜め二重に配し、野鉄観光は朱色と緑色のところ、当社のそれは水色と緑色となる。またかつては、一部に残っていた和歌山南海観光バス時代の車両を、後部のみ朱色と黄色のNの文字を斜め二重に配した野鉄観光デザインに変更した車両も存在した。
高速バス「和歌山特急ニュースター号」には、大阪バスから移籍した三菱ふそう・エアロエースを使用する。
- 現行車種
  - 三菱ふそう・エアロエース[5][9]
  - いすゞ・ガーラ[5][9]
  - 日野・セレガ[5]